# Czubrowice
Czubrowice – wieś w Polsce, położona w województwie małopolskim, w powiecie krakowskim, w gminie Jerzmanowice-Przeginia.
W latach 1975–1998 miejscowość administracyjnie należała do województwa krakowskiego.

## Integralne części wsi
| SIMC    | Nazwa          | Rodzaj     |
| ------- | -------------- | ---------- |
| 0320992 | Górka          | część wsi  |
| 0321000 | Koło Kapliczki | część wsi  |
| 0321017 | Koło Szkoły    | część wsi  |
| 0321023 | Polesie        | przysiółek |

## Położenie
Wieś Czubrowice leży na Wyżynie Olkuskiej w odległości około 30 km na północny zachód od Krakowa i 10 km na wschód od Olkusza, w Dolinie Czubrówki nad Czubrówką. Wokół wsi wznoszą się skałki jurajskie, najważniejsze z nich to Grzegorzowa Skała, Kucowa Skała, Pańska Skała, Srokowa Skała, Mazurkowa Skała, Skała Lisówka, Kozłowa Skała.
Na północnych krańcach wsi (za przysiółkiem Górka, znajduje się Źródło Czubrówki. Na zachodzie – przy drodze do Zawady znajduje się: Polesie i Kolonia Czarnoty. Prawie cały obszar wsi znajduje się na terenie Parku Krajobrazowego Dolinki Krakowskie. W miejscowości znajduje się szkoła podstawowa oraz kilka chałup z przełomu XIX i XX wieku. W Czubrowicach na granicy z Racławicami znajduje się Kalwaria Czubrowicka.

## Historia
- 1337 – sołtysem wsi był ławnik Hanko;
- 1380 – sołtysem był Mirosław;
- XVI w. – Czubrowice wchodzą w skład Królewszczyzny Żarnowieckiej;
- 1676 – dzierżawcą był Marcin Tworzyjański;
- 1691 – dzierżawcą był Stanisław Szembek;
- 1761 – dzierżawcą był Piotr Dzianotti.

W Czubrowicach urodził się Józef Cieszkowski – polski górnik, naczelnik kopalń w Królestwie Polskim, odkrywca złóż surowców naturalnych w Zagłębiu Dąbrowskim, twórca pojęcia „Zagłębie Dąbrowskie”.